# Tarnaméra
Tarnaméra is een plaats (község) en gemeente in het Hongaarse comitaat Heves. Tarnaméra telt 1573 inwoners (2002).